# عين الصحراء (قناة تلفزيونية)
قناة عين الصحراء تعتبر قناة عين الصحراء البث التلفزيوني الأول في المملكة العربية السعودية وبدأ بثها في 17 يونيو 1955 م وكانت القناة تسمى عين الصحراء. وكانت البرامج في القناة باللغة الإنجليزية للعاملين الأمريكيين في قاعدة الظهران الجوية . وكانت البرامج من التلفزيون الأمريكي المعاصر لذلك تم حذف بعض الأشياء الممنوعة في السعودية من قبل الحكومة السعودية مثل الإباحية والكحول والمخدرات والديانة المسيحية والإشارات إلى إسرائيل من البرامج التلفزيونية. و لكنها كانت تبث فقط باللغة الإنجليزية على عكس قناة الظهران اللتي كانت تبث باللغتين الإنجليزية والعربية .